# Marianne Jean-Baptiste
Marianne Raigipcien Jean-Baptiste (nacida el 26 de abril de 1967 en Londres, Inglaterra) es una actriz inglesa de cine y televisión. Es conocida por su papel en la película de 1996 Secretos y mentiras dirigida por Mike Leigh, por la que recibió elogios y obtuvo nominaciones al Premio Oscar a la Mejor Actriz de Reparto y al Globo de Oro y al Premio BAFTA en la misma categoría. 
En 2024, Jean-Baptiste protagonizó Mi única familia también dirigida por Leigh. Desde entonces, ha obtenido numerosos reconocimientos y elogios de la crítica que le valió  su segunda nominación en los Premios BAFTA.

## Trayectoria
Saltó a la fama mundialmente a raíz de su participación en el drama social Secretos y mentiras (Secrets & Lies), del director Mike Leigh, en 1996. Por esta actuación se convirtió en la primera actriz de color inglesa nominada para un Oscar de la Academia de Hollywood, en el rubro de actriz de reparto. También recibió la nominación a los Globo de Oro por su interpretación.
Jean-Baptiste es también conocida por su colaboración con el director Mike Leigh en la puesta en escena de It's a Great Big Shame (1993). También es escritora y compositora. Jean-Baptiste ha grabado un álbum de blues y ha compuesto la música del filme Career Girls, del mencionado Mike Leight, en 1997.
Jean-Baptiste se formó en la Royal Academy of Dramatic Art en Londres y se ha desempeñado profesionalmente en el Royal National Theatre.
Jean-Baptiste ha protestado contra el racismo después de verse excluida del grupo de actores que promocionaban talentos ingleses en el Festival de Cannes.
Actualmente protagoniza en Estados Unidos la serie de televisión Without a Trace como la agente del FBI "Vivian Johnson", que sufre una grave enfermedad cardíaca y educa un hijo mientras enfrenta un arduo trabajo en el ámbito legal.
En la vida real está casada con Evan Williams, bailarín de ballet inglés, con quien tiene una hija.

## Filmografía

### Cine
| Año  | Título                         | Rol                  | Notas         |
| ---- | ------------------------------ | -------------------- | ------------- |
| 1991 | Once Upon a Time               | Babysitter           | Cortometraje  |
| 1991 | London Kills Me                | Nanny                |               |
| 1996 | Distinction                    | Secretaria           | Cortometraje  |
| 1996 | Secretos y mentiras            | Hortense Cumberbatch |               |
| 1997 | Mr. Jealousy                   | Lucretia             |               |
| 1998 | How to Make the Cruelest Month | Christina Parks      |               |
| 1998 | Nowhere to Go                  | Lynne Jacobs         |               |
| 1998 | A Murder of Crows              | Elizabeth Pope       |               |
| 1999 | 'The 24 Hour Woman             | Madeline Labelle     |               |
| 2000 | 28 Days                        | Roshanda             |               |
| 2000 | The Cell                       | Dr. Miriam Kent      |               |
| 2001 | Women in Film                  | Sara                 |               |
| 2001 | New Year's Day                 | Veronica             |               |
| 2001 | Spy Game                       | Gladys Jennip        |               |
| 2002 | Don't Explain                  | Elana                |               |
| 2005 | Welcome to California          | Tina                 |               |
| 2006 | Jam                            | Lorraine             |               |
| 2008 | City of Ember                  | Clary                |               |
| 2009 | Rooms                          |                      | Cortometraje  |
| 2009 | The Bake Shop Ghost            | Annie Washington     |               |
| 2010 | Takers                         | Naomi                |               |
| 2011 | Violet & Daisy                 | Número 1             |               |
| 2011 | 360                            | Fran                 |               |
| 2011 | Breaking Waves                 | Sarah Williams       |               |
| 2012 | Won't Back Down                | Olivia Lopez         |               |
| 2013 | The Moment                     | Dr. Bloom            |               |
| 2014 | RoboCop                        | Chief Karen Dean     |               |
| 2014 | Edge of Tomorrow               | Dr. Whittle          | No acreditada |
| 2017 | Home                           | Lois Fox             | Cortometraje  |
| 2018 | Peter Rabbit                   | General June         |               |
| 2018 | In Fabric                      | Sheila Woolchapel    |               |
| 2018 | Moving On                      | Jill                 | Cortometraje  |
| 2020 | Fatman                         | Ruth Cringle         |               |
| 2021 | Boxing Day                     | Shirley MacKenzie    |               |
| 2022 | The Sea Beast                  | Sarah Sharpe (voz)   |               |
| 2023 | The Book of Clarence           | Amina                |               |
| 2023 | Rumble Through the Dark        | Big Momma Sweet      |               |
| 2024 | Mi única familia               | Pansy Deacon         |               |

### Televisión
| Año       | Título                                           | Rol                                    | Notas                                                                                               |
| --------- | ------------------------------------------------ | -------------------------------------- | --------------------------------------------------------------------------------------------------- |
| 1994      | Cracker                                          | Marcia Reid                            | Episodio: "Men Should Weep: Part 2"                                                                 |
| 1996      | Sharman                                          | Precious                               | Episodio: "A Good Year for the Roses"                                                               |
| 1998      | The Wedding                                      | Ellen Coles                            | |
| 1999      | The Murder of Stephen Lawrence                   | Doreen Lawrence                        | Miniserie                                                                                           |
| 1999      | The Man                                          | Michelle                               | Película de televisión                                                                              |
| 2001      | Men Only                                         | Gemma                                  | Película de televisión                                                                              |
| 2001      | The Fear                                         | Storyteller                            | Episodio: "Sleep Tight"                                                                             |
| 2002–2009 | Without a Trace                                  | Vivian Johnson                         | |
| 2003      | Loving You                                       | Jude                                   | Película de televisión                                                                              |
| 2010      | Secrets in the Walls                             | Belle                                  | Película de televisión                                                                              |
| 2011      | Sons of Anarchy                                  | Vivica                                 | Episodio: "Dorylus"                                                                                 |
| 2011–2012 | Harry's Law                                      | Judge Patricia Seabrook                | Episodio: "American Girl" and "New Kidney on the Block"                                             |
| 2012      | Private Practice                                 | Gabi Rivera                            | Episodio: "Good Grief" y "Life Support"                                                             |
| 2015      | Broadchurch                                      | Sharon Bishop                          | 8 episodios                                                                                         |
| 2015–2017 | Blindspot                                        | FBI Assistant Director Bethany Mayfair | Papel principal (Temporada 1), 23 episodios; estrella invitada (Temporada 2), 1 episodio (solo voz) |
| 2017      | Training Day                                     | Deputy Chief Joy Lockhart              | 9 episodios                                                                                         |
| 2017      | How to Get Away with Murder                      | Virginia Cross                         | Episodio: "It's for the Greater Good"                                                               |
| 2018      | Animals                                          | Grace (voz)                            | Episodio: "Horses"                                                                                  |
| 2018      | Homecoming                                       | Gloria Morisseau                       | 5 episodios                                                                                         |
| 2019      | Soundtrack                                       | Annette Sands                          | 10 episodes                                                                                         |
| 2021      | Master of None                                   | Sharon (voz)                           | Episodio: "Moments in Love, Chapter 4"                                                              |
| 2022      | Surface                                          | Hannah                                 | 8 episodios                                                                                         |
| 2023      | The Following Events Are Based on a Pack of Lies | Cheryl Harker                          | 5 episodios                                                                                         |

## Premios y distinciones
Marianne Jean-Baptiste ha recibido numerosos elogios y galardones. Ha recibido nominaciones en los Globos de Oro, Premios Óscar y BAFTA. A continuación se presenta un resumen de premios y nominaciones importantes:
Premios Óscar
| Año  | Categoría               | Película            | Resultado |
| ---- | ----------------------- | ------------------- | --------- |
| 1997 | Mejor actriz de reparto | Secretos y mentiras | Nominada  |

Premios Globos de Oro
| Año  | Categoría               | Película            | Resultado |
| ---- | ----------------------- | ------------------- | --------- |
| 1997 | Mejor Actriz de Reparto | Secretos y mentiras | Nominada  |

San Francisco Bay Area Film Critics Circle
| Año  | Categoría    | Película         | Resultado |
| ---- | ------------ | ---------------- | --------- |
| 2024 | Mejor Actriz | Mi única familia | Ganadora  |

San Diego Film Critics Society
| Año  | Categoría    | Película         | Resultado |
| ---- | ------------ | ---------------- | --------- |
| 2024 | Mejor Actriz | Mi única familia | Ganadora  |

Premios BAFTA
| Año  | Categoría               | Película            | Resultado |
| ---- | ----------------------- | ------------------- | --------- |
| 1997 | Mejor Actriz de Reparto | Secretos y mentiras | Nominada  |
| 2025 | Mejor Actriz            | Mi única familia    | Nominada  |

National Society of Film Critics
| Año  | Categoría    | Película         | Resultado |
| ---- | ------------ | ---------------- | --------- |
| 2024 | Mejor Actriz | Mi única familia | Ganadora  |